# Jay-Z
Shawn Corey Carter (New York, 1969. december 4. –), ismertebb nevén: Jay-Z, többszörös Grammy- és Primetime Emmy-díjas amerikai rapper, dalszerző, író, producer, előadó, vállalkozó és alkalmi színész. Jay-Z pénzügyileg a legsikeresebb a hiphop-előadók közül, közel 1,3 milliárd dollárra rúgó vagyonával. Körülbelül 50 millió példányban keltek el albumai. Emiatt 23 Grammy-díjat és más neves díjakat nyert el, ezenfelül még legalább ennyi jelölést kapott más díjakra. Érdemei és zenei tehetsége miatt minden idők legnagyobb rapperének tartják, erre is példa az MTV által 2006-ban készült lista „The Greatest MCs of All-Time" (Minden Idők Legnagyobb MC-jei), ahol az előkelő első helyet foglalhatta el. Tizenkettő „number 1" albuma (Billboard) miatt, megelőzve Elvis-t, ő birtokolja a „legtöbb, szóló előadó által kiadott „number 1" album" címet. Két albuma ellenben ennél is többet jelent, ugyanis a Reasonable Doubt (1996) és a The Blueprint(2001) albumokat mérföldkőnek tartják ebben a zenei stílusban(Hip-Hop/Rap), és a Rolling Stone magazin "Top 500 Valaha Készített Legnagyobb Album" listájára is felkerültek.
Jay-Z, mint vállalkozó társ-tulajdonosa a híres New York-i klubnak, a 40/40 Club-nak, továbbá tulajdon részesedése van az NBA-ben játszó Brooklyn Nets csapatban, ezenkívül ő az egyik alapítója az Amerikában igencsak híres ruházati márkának a Rocawearnek. Korábbi vezérigazgatója a Def Jam zenei kiadó cégnek, egyike a Roc-A-Fella kiadó három alapítójának, ezenfelül pedig még alapítója a Roc Nation név alatt futó kiadónak is, ahova a fiatal, új tehetségeket szerződteti le.
Több híres előadót is ő fedezett fel, például: Rihanna, Kanye West, J. Cole, Rita Ora stb.

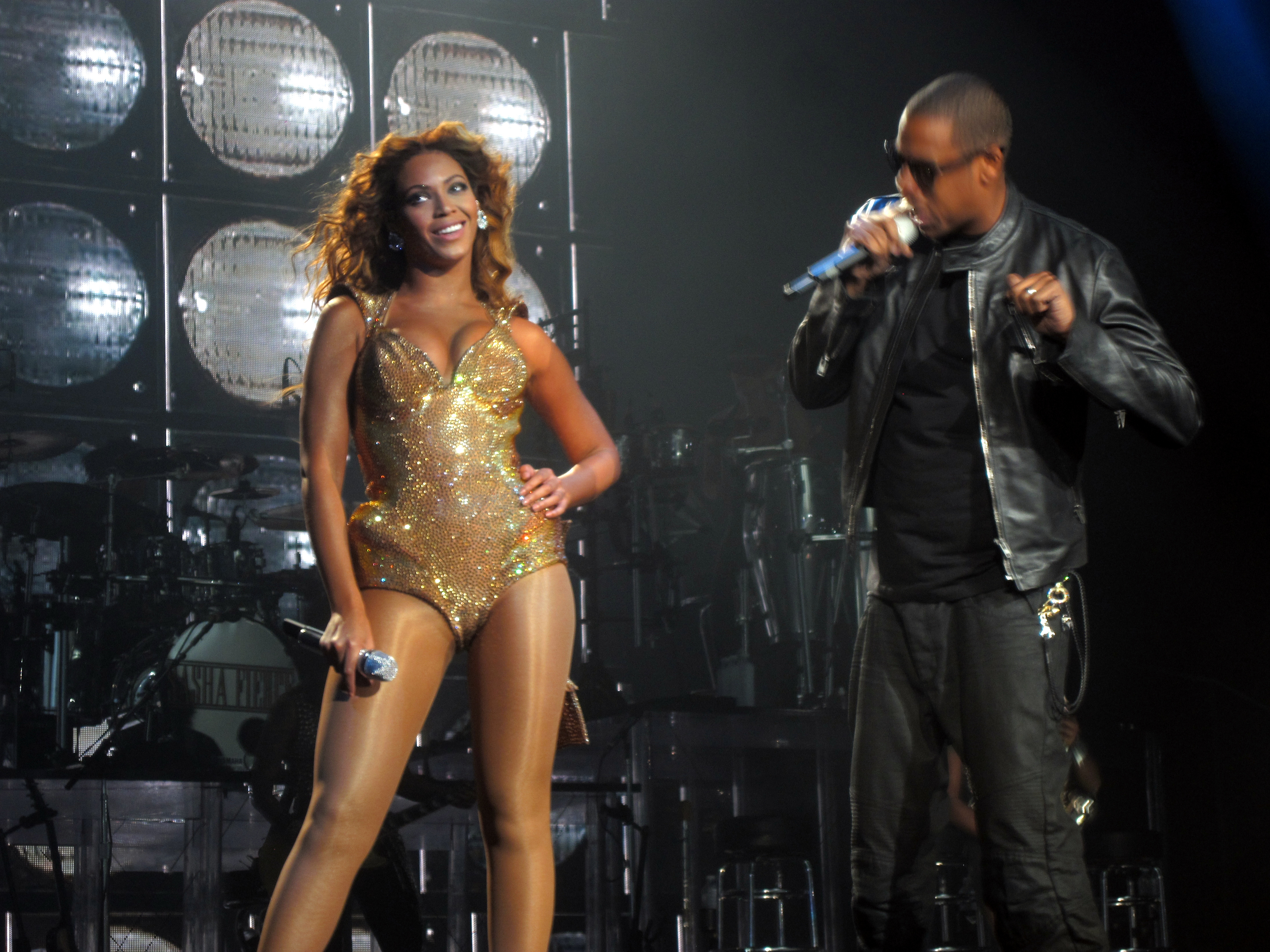
Beyonce & Jay-Z

2003 óta él párkapcsolatban a szintén világhírű előadóval, Beyoncé Knowles-szal. 2008 áprilisában összeházasodtak, 2012. január 7-én pedig megszületett első gyermekük Blue Ivy Carter, akinek a nevét rögtön le is védették híres szülei. Blue a világ legfiatalabb előadójává vált azzal, hogy apukája két nappal lánya születése után, az eseményt megünnepelő (és ezzel kapcsolatos érzelmeit kimondó) számát kiadta, amin hallható a kis Blue Ivy sírása.

## Fiatal kor
New York város Brooklyn városrészének Bedford-Stuyvesant nevű kerületében nőtt fel a Marcy lakótelepen. Három testvére van: két nővére és egy bátyja. Apja, aki Jay kilencéves korában elhagyta a családot, pár éve hunyt el, anyja még életben van. Shawn a brooklyni Eli Whitney Középiskolába járt addig, amíg azt be nem zárták. Ezek után átiratkozott a George Westinghouse Career and Technical Education Középiskolába, ahova más jövőbeli rapperek is jártak, mint The Notorious B.I.G vagy Busta Rhymes. Annak ellenére, hogy kiváló tanuló volt, nem fejezte be tanulmányait. Zenéjében sokszor utal arra hogy részt vett drogkereskedelemben.
Anyja, Gloria Carter, elmondásából ismerjük, hogy régen rengeteget ült a konyhában a fiatal Shawn, hogy doboljon az asztalon a rímjei alá, persze ezzel éjszakánként felébresztette testvéreit. Anyja, hogy segítse zenei pályáját, szülinapjára vett neki egy boom box-ot. Elkezdett írni és freestyle-olni, és követte az akkori nagy rappereket. A környéken Jazzyként ismerték, innen ered a Jay-Z, ami részben mentorától, Jaz-O-tól is inspirálódott.
Jay-Z szomszédságában élt Jaz-O, akinek volt egy szerződése egy kiadó céggel. Jaz-O meg akarta ismertetni Jay-t a világgal, így Jay szerepelhetett Jaz-O több számán is, mint például: "The Originators" és "Hawaiian Sophie". Részt vett több freestyle párbajban, és fiatal korában riválisa volt LL Cool J-nek, de nem közösen léptek fel. Akkor vált ismertebbé amikor szerepelt Big Daddy Kane albumának egyik számán, a "Show and Prove"-on (1994). Jay-Z Big Daddy Kane fellépésein lépett fel, amíg Kane átöltözött. Az igazi áttörést az 1996-os Reasonable Doubt album és annak kislemezei (pl. „Ain’t No Nigga”) hozták meg.

## Zenei Karrier

### 1995–97:Reasonable Doubt&In My Lifetime, Vol. 1
Profi karrierje kezdetén egyik nagy kiadó cég se akarta leszerződtetni, ezért ő, Damon Dash és Kareem Biggs létrehozták a Roc-A-Fella Records nevű saját kiadócéget. 1996-ban kiadta első albumát a Reasonable Doubt-ot. Az albumon olyan producerek dolgoztak, mint DJ Premier és Super DJ Clark Kent, ezenfelül The Notorious B.I.G is szerepelt az album egyik számán (Brooklyn's Finest). Az album később felkerült a Rolling Stone magazin "Top 500 Valaha Készített Legnagyobb Album" listájára.
Miután megegyeztek a Def Jam kiadó céggel, elkészítette második albumát, az "In My Lifetime"-ot, aminek a fő producerje Sean "Puff Daddy" Combs (mai nevén Diddy) volt. Az album több eladást ért el mint az előző. Jay-Z azonban később bevallotta, hogy ez az album élete egyik legrosszabb szakaszában készült el, ugyanis 1997. március 9-én elhunyt közeli barátja, a híres The Notorious B.I.G. Második albuma is platinává vált mint az előző albuma.

### 2013-:Magna Carta Holy Grail
2017-: 4:44

## Díjak
| Díjak:   | Grammy Díjak | American Music Awards | BET Awards | Brit Awards | Mobo Awards | MTV Europe Music Awards | MTV Video Music Awards | MTV Video Music Awards Japan |
| -------- | ------------ | --------------------- | ---------- | ----------- | ----------- | ----------------------- | ---------------------- | ---------------------------- |
| Hányszor | 17           | 3                     | 4          | 1           | 8           | 2                       | 10                     | 4                            |

Az összes díj és jelölés listája

## Albumok
Stúdióalbumok
- Reasonable Doubt (1996)
- In My Lifetime, Vol. 1 (1997)
- Vol. 2... Hard Knock Life (1998)

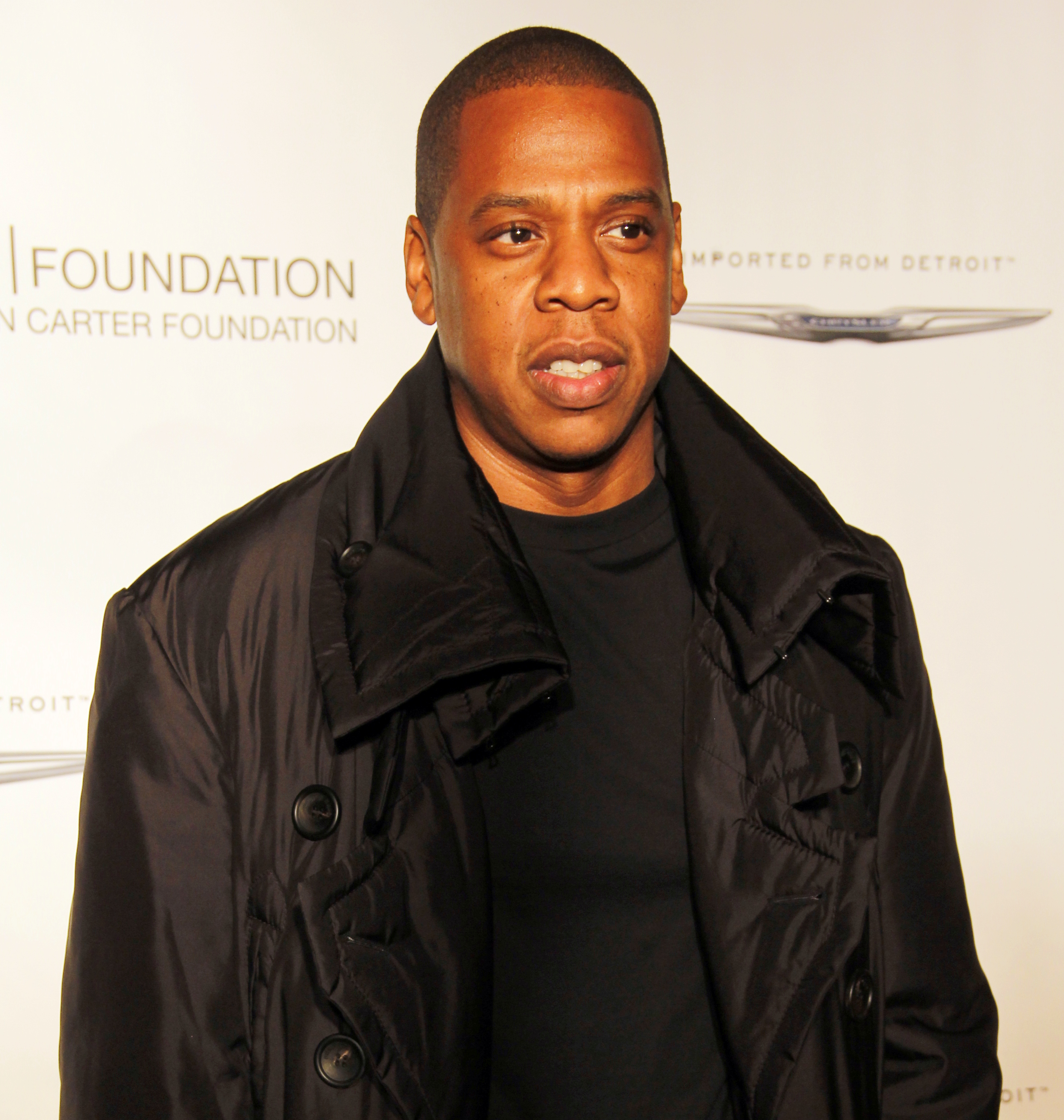
Jay-Z

- Vol. 3... Life and Times of S. Carter (1999)
- The Dynasty: Roc La Familia (2000)
- The Blueprint (2001)
- The Blueprint²: The Gift & The Curse (2002)
- The Black Album (2003)
- Kingdom Come (2006)
- American Gangster (2007)
- The Blueprint 3 (2009)
- Magna Carta... Holy Grail (2013)
- 4:44 (2017)
- The Story of Shawn C. Carter (Ismeretlen)

Közös albumok más előadokkal
- The Best of Both Worlds (R. Kellyvel) (2002)
- Unfinished Business (R. Kellyvel) (2004)
- Collision Course (Linkin Parkkal) (2004)
- Watch the Throne (Kanye Westtel) (2011)
- Everything Is Love (Beyoncéval, The Carters néven) (2023)

## Filmek
- Streets Is Watching (1998)
- Backstage (2000)
- State Property (2002)
- Paper Soldiers (2002)
- Fade to Black (2004)